# نادي سيفكس الناميبي
نادي سيفكس لكرة القدم غالبًا ما يُعرَف باسم سيفكس ، أو ما يمكن ترجمته "المتمدنون"، هو نادي كرة قدم ناميبي مقره مقره ويندهوك عاصمة ناميبيا تأسس في عام 1983 يلعب حاليا في دوري ناميبيا الممتاز, معاقل النادي في ضاحية خومسادال شمال ويندهوك.

## تاريخ النادي
تم تأسيس النادي من طرف مجموعة من الطلبة سنة 1983, الذين سمو الفريق على اسم شارع محلي بيت لحم بويز (شباب بيت لحم) بعدها تحول اسم الفريق إلى مايتي سيفليانز (المدنيون الأقوياء) قبل ان يتحول أخيرا إلى سيفكس (المتمدنون), لحد اليوم يبقا اغلب اللاعبين من ضاحية خومسدال أو مدينة كاتوتورا المجاورة.
في السنوات الاخيرة تحول فريق هذه الضاحية المهمشة  ألى منافس قوي في الدوري المحلي منذ قدوم المدرب الألماني هلموت شارنووسكي.

## البطولات

### بطل ناميبيا
2005, 2006, 2007

### كأس ناميبيا
2003, 2008

## مشاركات أفريقية

### رابطة ابطال أفريقيا
ثلاثة مرات: 2004, 2006, 2007

## وصلات خارجية
الموقع الرسمي للنادي